# Hapsidascus hadrus
Hapsidascus hadrus — вид грибів, що належить до монотипового роду Hapsidascus.